# Spinadis
Spinadis is een geslacht van haften (Ephemeroptera) uit de familie Heptageniidae.

## Soorten
Het geslacht Spinadis omvat de volgende soorten:
- Spinadis simplex